# Flohbein

Flohbein eines Theologiestudenten (Gießener Wingolf), Sommersemester 1900

Als Flohbein wird eine besondere Form eines Pfeifenstopfers für Tabakspfeifen bezeichnet. Es ist stets aus Porzellan in Form eines Damenbeines mit Schuh gefertigt und etwa 6 bis 8 cm lang. Obligatorisch für das Flohbein sind ein aufgemalter Strumpf mit Strumpfband und Schleife (teilweise auch Strumpfhalter) sowie ein oder mehrere kleine Flöhe am Oberschenkel. Das abgeflachte obere Ende dient zum Andrücken des Tabaks.

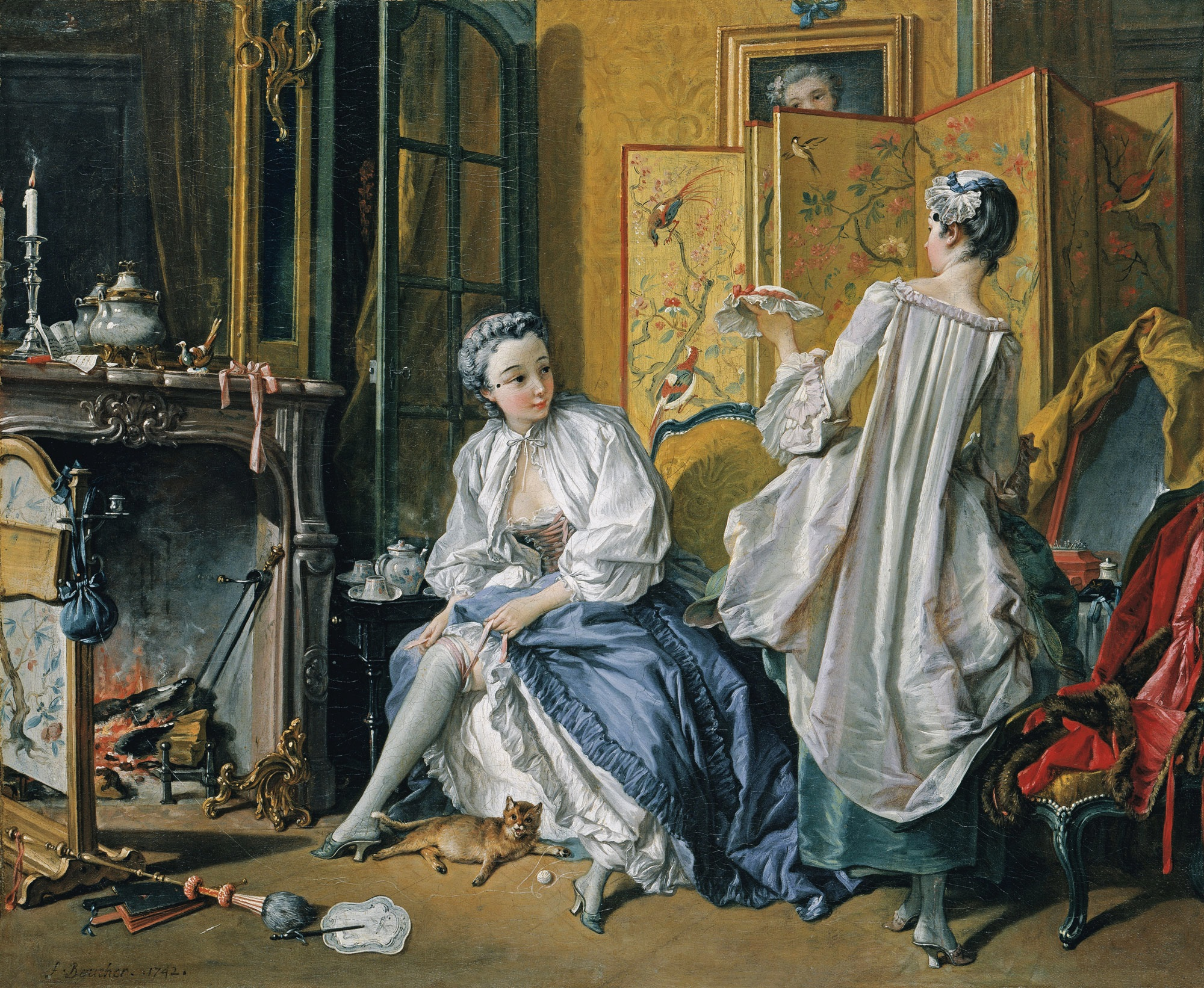
François Boucher: La Toilette (1742)

Das Motiv des enthüllten, mit Strumpf versehenen Damenbeines ist in der Malerei des Rokoko nicht selten und ist in der langen Tradition der erotischen Flohliteratur zu finden. Die Flohplage jener Zeit inspirierte schon vorher den Marburger Gelehrten Otto Philipp Zaunschliffer (1653–1729) zu einer scherzhaften juristischen Abhandlung über die Flöhe, die um 1683 in Marburg erschien. In einer Neuauflage (mit der verfälschten Angabe 1768) wurde diese Arbeit absichtlich unkorrekt Johann Wolfgang von Goethe zugeschrieben. In dieser späteren Auflage ist die Abbildung einer Dame zu sehen, die ihr Bein zwecks Flohbekämpfung enthüllt. Diese Abbildung der unter Jurastudenten beliebten Abhandlung soll ein mögliches Vorbild für das Flohbein sein.

Seitenansicht mit Widmung

Flohbeine kamen im letzten Drittel des 18. Jahrhunderts als männliches Rauchutensil in Mode und wurden von vielen Porzellanmanufakturen, zum Beispiel auch in Meißen, produziert. Einen Aufschwung erlebte das Flohbein als studentisches Accessoire ab 1870, da es wohl einen spielerischen Umgang mit damals anrüchigen erotischen Motiven erlaubte. In Studentenverbindungen sind Flohbeine bis in die 1920er Jahre zu finden, wobei das Strumpfband häufig in den Verbindungsfarben gehalten ist und gegenseitige Widmungen angebracht sind.